# Banco Ganadero
El Banco Ganadero es un banco boliviano que está mayormente enfocado a empleados corporativos y también formales, con sede en Santa Cruz de la Sierra. Cuenta con 37 agencias físicas y 160 cajeros automáticos en todo el país.

## Historia
Fue fundado el 10 de octubre de 1993 y está ligada a la familia Monasterios, dueños de varias empresas entre ellas, la red de televisión Unitel.
El 31 de marzo de 1994, la Superintendencia de Bancos y Entidades Financieras de Bolivia autorizó el funcionamiento del Banco Ganadero S.A. a partir del 4 de abril de 1994 y posteriormente otorgó el certificado de funcionamiento para efectuar las operaciones financieras permitidas por ley.
Logró ser uno de los 250 bancos más grandes de Sudamérica. Adicionalmente, JP Morgan reconoció a esta entidad con el “Premio Elite Quality Recognition Award 2021” por su labor de apoyo al comercio exterior con JP Morgan.
En 2023 fue uno de los 9 bancos que recibieron activos del liquidado Banco Fassil.